# 福清山羊

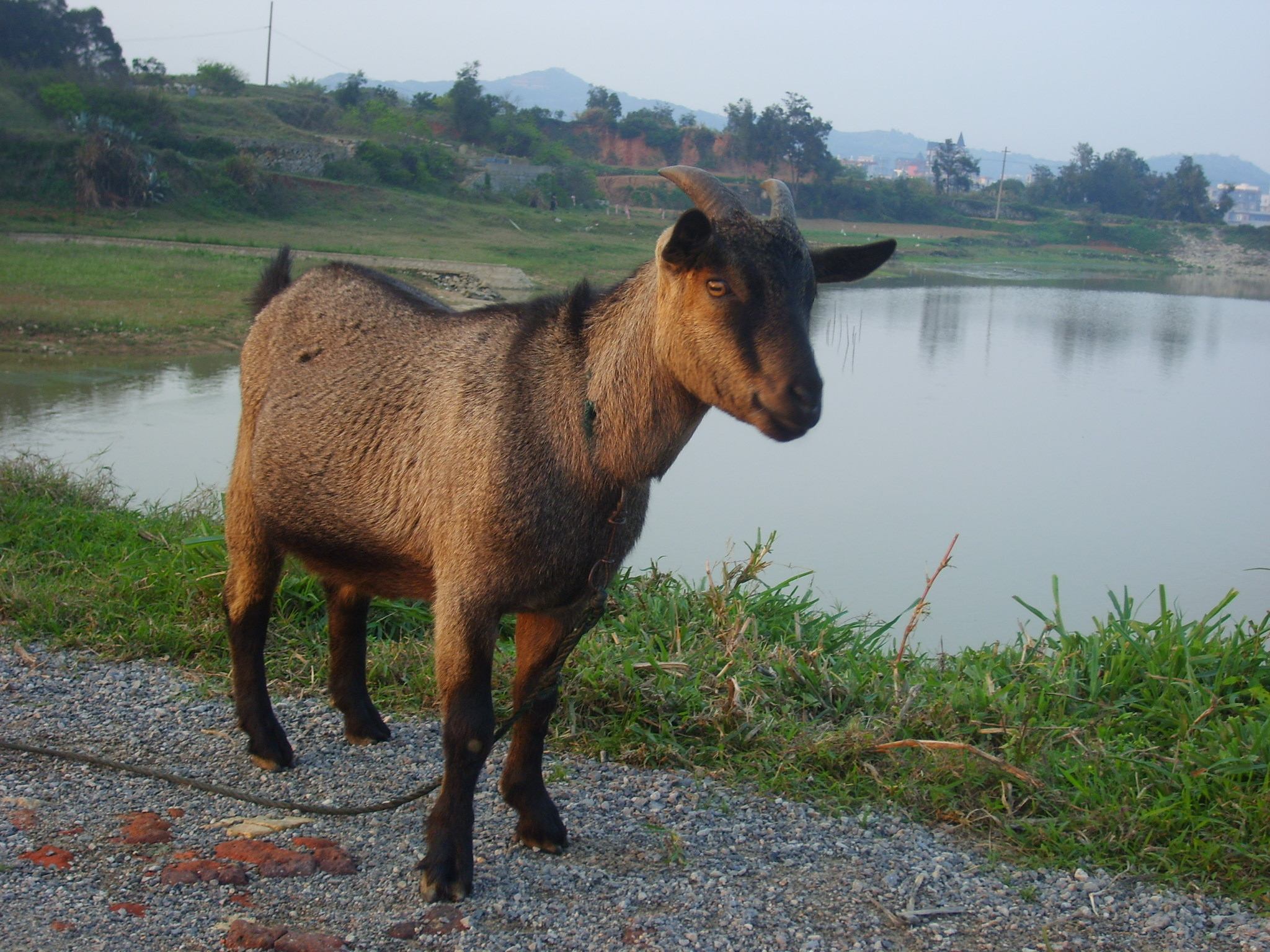
福清山羊

福清山羊，又称高山羊、花生羊，为山羊的品种之一。中心产区在福州市下轄的福清市、平潭县以及闽东的各县，主产区为福清市的高山镇、沙埔镇、东汗镇和三山镇。福清山羊多放牧于海滩、堤边。
福清山羊公、母羊都有角、髯，被毛有灰白色、灰褐色和深褐色三种。此外，福清山羊有当地称为“三乌”的“乌龙、乌肚、乌膝”，即颈脊向背延伸至尾根的背线、腹下的毛及四肢腕跗关节以下均为黑色。